# Patinatge de velocitat en pista curta als Jocs Olímpics d'hivern de 1988
Als Jocs Olímpics d'Hivern de 1988 celebrats a la ciutat de Calgary (Canadà) es disputaren deu proves de patinatge de velocitat en pista curta, cinc en categoria masculina i cinc més en categoria femenina. Aquesta fou la primera presència d'aquest esport en un programa oficial dels Jocs, si bé com a esport de demostració.
Les proves es realitzaren entre els dies 22 i 25 de febrer al Max Bell Arena.

## Resum de medalles

### Categoria masculina
| Prova                        | Or                                                                                | Argent                                                                  | Bronze                                                                    |
| 500 metres Detalls           | Wilf O'Reilly                                                                     | Mario Vincent                                                           | Tatsuyoshi Ishihara                                                       |
| 1.000 metres Detalls         | Wilf O'Reilly                                                                     | Michel Daignault                                                        | Marc Bella                                                                |
| 1.500 metres Detalls         | Ki-Hoon Kim                                                                       | Louis Grenier                                                           | Orazio Fagone                                                             |
| 3.000 metres Detalls         | Joon-Hoo Lee                                                                      | Charles Veldhoven                                                       | Michel Daignault                                                          |
| relleus 3.000 metres Detalls | Països Baixos Charles Veldhoven · Peter van der Velde · Jaco Mos · Richard Suyten | Itàlia Roberto Peretti · Enrico Peretti · Orazio Fagone · Hugo Herrnhof | Canadà Louis Grenier · Robert Dubreuil · Mario Vincent · Michel Daignault |

### Categoria femenina
| Prova                        | Or                                                                                        | Argent                                                              | Bronze                                                                     |
| 500 metres Detalls           | Monique Velzeboer                                                                         | Eden Donatelli                                                      | Li Yan                                                                     |
| 1.000 metres Detalls         | Li Yan                                                                                    | Sylvie Daigle                                                       | Monique Velzeboer                                                          |
| 1.500 metres Detalls         | Sylvie Daigle                                                                             | Monique Velzeboer                                                   | Li Yan                                                                     |
| 3.000 metres Detalls         | Eiko Shishii                                                                              | Sylvie Daigle                                                       | Maria Rosa Candido                                                         |
| relleus 3.000 metres Detalls | Itàlia Maria Rosa Candido · Gabriella Monteduro · Barbara Mussio · Maria Cristina Sciolla | Japó Hiromi Takeuchi · Eiko Shishii · Yumiko Yamada · Nobuko Yamada | Canadà Sylvie Daigle · Nathalie Lambert · Eden Donatelli · Marye Perreault |

## Medaller
| Posició | País            | Or | Argent | Bronze | Total |
| 1       | Països Baixos   | 2  | 2      | 1      | 5     |
| 2       | Corea del Sud   | 2  | 0      | 0      | 2     |
| 2       | Regne Unit      | 2  | 0      | 0      | 2     |
| 4       | Canadà          | 1  | 6      | 3      | 10    |
| 5       | Itàlia          | 1  | 1      | 2      | 4     |
| 6       | Japó            | 1  | 1      | 1      | 3     |
| 7       | R.P. de la Xina | 1  | 0      | 2      | 3     |
| 8       | França          | 0  | 0      | 1      | 1     |
|         |                 |    |        |        |       |
| Total   | Total           | 10 | 10     | 10     | 30    |